# Grégory Huck
Œuvres principales
- Apolline en Arcadie
- Californian Muse

Grégory Huck, né le 5 juin 1977 à Strasbourg, est un poète et écrivain français. Il est également artiste peintre, portraitiste.  

## Biographie
Poète, écrivain de langues française et anglaise, Grégory Huck est également peintre et éditeur. En 1999, le metteur en scène Olivier Blocher commande à Grégory Huck sa première pièce de théâtre ; Mea Culpa, comédie urbaine en trois actes, rencontrera un franc succès en cinq représentations à guichet fermé et sera saluée par les DNA et FRANCE 3.  En 2016, les éditions Belladone publient son premier roman, Apolline en Arcadie, et lui proposent d'ouvrir au sein de leur structure éditoriale sa propre collection de poésie, l'Olifant, laquelle sera inaugurée par la publication du recueil Décembre difficile du poète Jean-Paul Klée. Les éditions Belladone ayant cessé leur activité en 2018, ce sont les éditions Abstractions qui reprendront la collection de poésie de l'Olifant en 2020. 
En 2019, il a intégré le comité artistique du Summerlied afin d'y gérer la scène de poésie.
Grégory Huck est, par ailleurs, un artiste de scène qui déclame sa poésie en musique ; à ce titre, il a été sélectionné en 2020 par l'association Appelle-moi Poésie, dont les vidéos sont diffusées sur TV5 monde et prime video, afin d'intégrer la saison 3 avec son poème La vie-Lolita, aux côtés, entre autres, de Farah Chamma, Annie Lulu et Christophe Manon.
Depuis le printemps 2021, Grégory Huck dirige et anime, sur la radio RBS, une émission consacrée à la poésie, intitulée Les amis du souffle sacré.

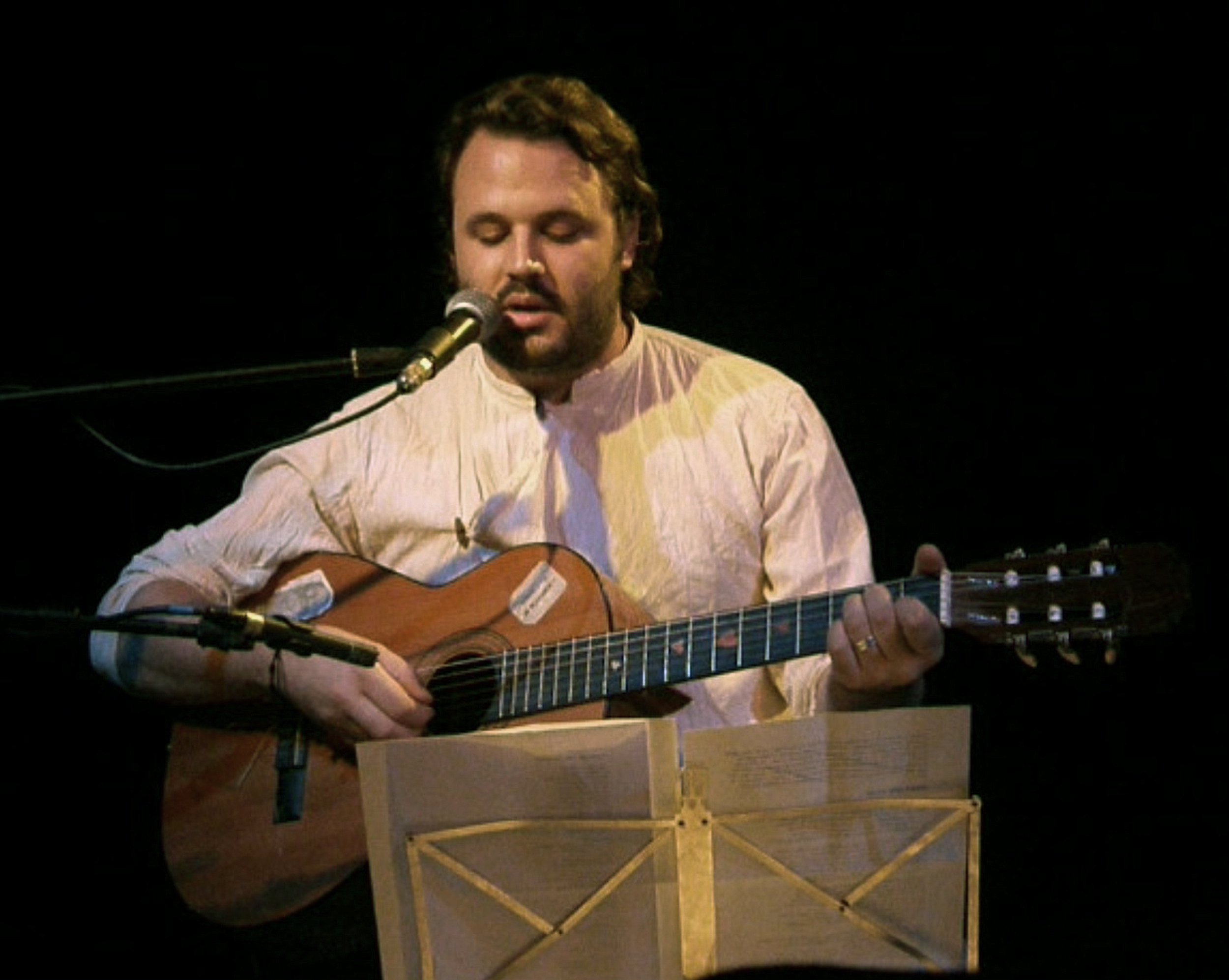
Grégory Huck à la Choucrouterie en 2009.

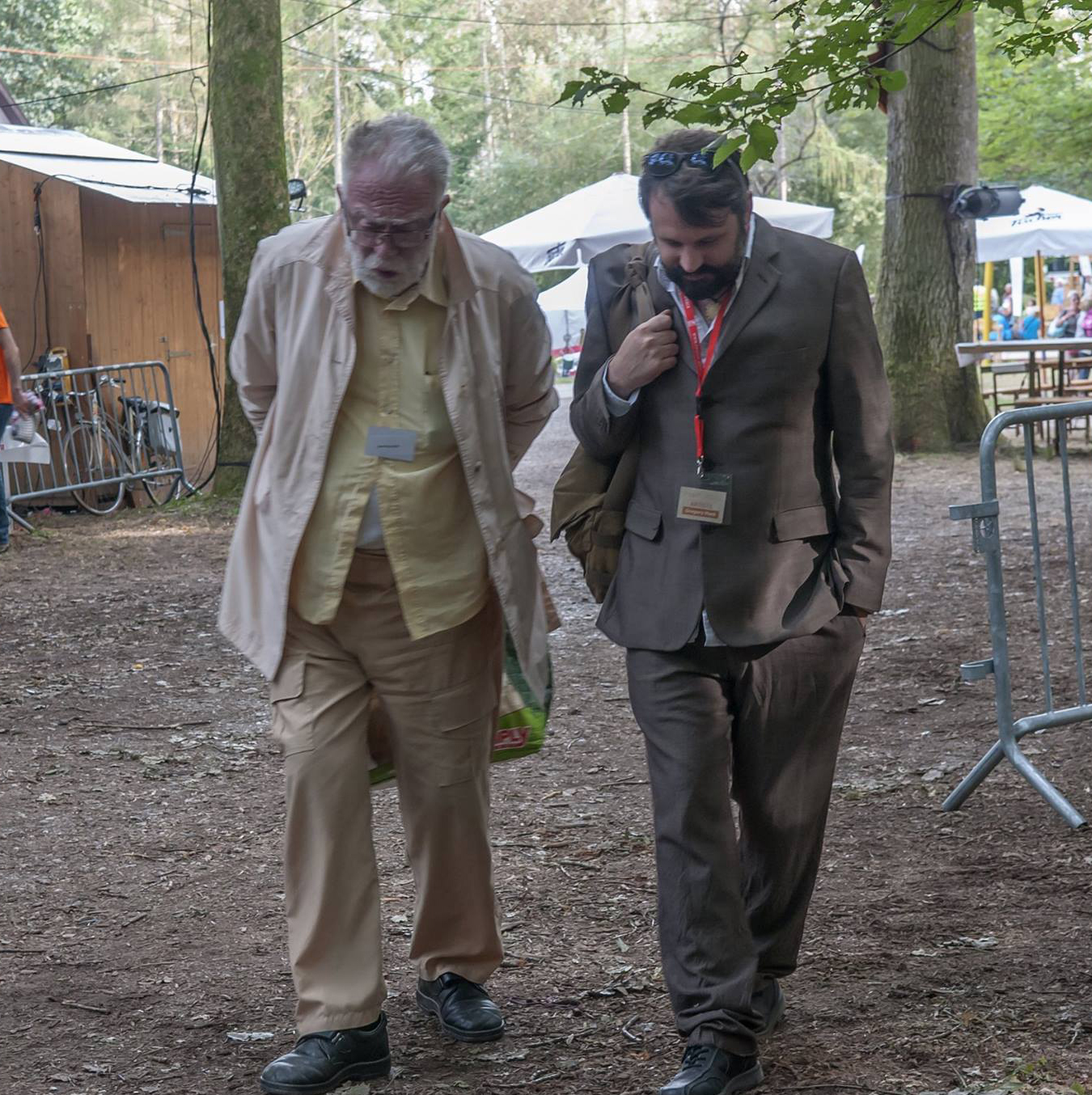
Jean-Paul klée et Grégory Huck festival du Summerlied 2016

## Politique et action sociale
En 2001, il s'est présenté sur la liste du parti politique et citoyen A.I.R lors des municipales de Strasbourg, liste portée par Luc Gwiazdzinski. Ce sera son unique tentative, et, lors d'un entretien à la radio, le 22 avril 2018 sur RBS, interrogé sur ce sujet par Enrique Uribe Carreno, il dira que « la politique est une voie creuse, celle du pouvoir, rien que le pouvoir ». Grégory Huck se déclare Girondin et libertaire, et, ne se reconnaissant dans aucune offre, il suggère que la gestion de la cité soit administrée par des associations citoyennes.
En 2014, Grégory Huck est intervenu à plusieurs reprises en maison d'arrêt (prison d'Elsau) pour le projet d'une émission de radio, Là-bas si j'y suis. Il s'agissait de recueillir le témoignage des prisonniers à travers un atelier d'écriture. France Inter ayant brutalement interrompu le programme de Daniel Mermet en juin de la même année, cette diffusion n'a jamais vu le jour.  
Le 6 mars 2015, Grégory Huck est invité devant le Parlement européen par la ligue des Droits de l'Homme afin de donner sa vision sur ce que pourrait être l'union entre les peuples, mais également pour commémorer la mémoire du poète iranien Hashem Shaabani, écrivain condamné à mort et exécuté par pendaison le 27 janvier 2014. 
Il fait partie des cinquante personnalités des arts, de la culture et du spectacle d'Alsace appelant à la consultation citoyenne, concernant  la sortie de  l'Alsace de la région Grand Est. Cet appel à voter, lancé en février 2022, par la Collectivité Européenne d’Alsace n'est pas suivi d'une consigne de vote. Parmi les autres signataires de cet appel du monde des Arts,figurent notamment, Sylvie Reff, Simone Morgenthaler, Pierre Schott, Delphine Wespiser, Roland Engel.

## Brève carrière d’acteur (2010 -2013)
Au début des années 2010, Grégory Huck s’est vu confier plusieurs rôles dans des courts-métrages diffusés à la télévision ou lors de festivals. Lors d’une émission de radio , il déclare que l’écriture, la peinture et la scène poétique étaient des arts déjà très exigeants et qu’il ne pouvait plus, par conséquent, assumer ce métier d’acteur. Malgré les nouvelles propositions des réalisateurs, il décide de mettre un terme à sa jeune carrière en 2013. 

## Vie privée
Dans un entretien en anglais accordé au journaliste Azad Karimi, il confie être le père de trois enfants : Lou et Armand avec la femme de lettres Floria Nodella et Artemis dont la mère est l'auteur-compositrice interprète Rivkah.

## Publications

### Théâtre
- Mea Culpa, comédie en trois actes, Illkirch, 1999.

### Recueils de poèmes
- La Muse californienne, poésie bilingue anglais-français, préface par Farah Chamma, Leaky Boot Press, Londres, 2017.
- Sapiens Terminus, anthologie poétique (1993-2017), éditions Belladone, paris, 2018.

### Romans et nouvelles
- Apolline en Arcadie, éditions Belladone, Paris, 2016.
- Le Sixième Cri, Dimension Jardin, éditions Rivière Blanche, Los Angeles, 2018.
- Floraison, éditions Abstractions, Strasbourg, 2022.
- Doublures, éditions Abstractions. Recueil collectif Amorphine Strasbourg, 2024.

### Albums de poésie en musique
- Les Nouvelles Destinations, album studio, label Lizards-sound, 2013.
- Les Nouvelles Destinations, album live, 2019.
- Sapiens Terminus, Grégory Huck et Dreyt Nien, 2020.
- Grégory Huck au Blue Note Café, album live, 2022.
- Le vaisseau oriental, Grégory Huck, album studio, Arcadia Art Studio, 2024.

### Préfaces
- Décembre Difficile, Jean-Paul Klée, collection de l'Olifant - éditions Belladone, paris, 2017.
- Les Névroses, Maurice Rollinat, collection de l'Olifant - éditions Belladone, Paris, 2018.
- Transparencia, Graciela Rincon Martinez, traduit par David Gondar, éditions L'Harmattan, Paris, 2021.
- In Vitro, Pierre Westermann, Le Lys Bleu, Paris, 2022.
- Ce qui reste de pulple, Sarah Hatimi, collection de l'Olifant - éditions Abstractions, Strasbourg, 2024.

### Contributions littéraires et témoignages
- Rimbaud et moi, éditions du Pont de l’Europe. Saint-Malo, 2020.
- Stonewall, éditions Abstractions. Préface par Leïla Slimani, Strasbourg, 2021. Prix du roman Gay 2021.
- Summerlied, L’Alsace en musique, par Jacques Schleef et Albert Weber, préface par Léopoldine HH, Le Verger Éditeur, Strasbourg 2023.

### Comme directeur de la collection de poésie de l'Olifant (2017 - à nos jours)
- Décembre Difficile, Jean-Paul Klée, collection de l'Olifant - éditions Belladone, paris, 2017.
- Les névroses, Maurice Rollinat, collection de l'Olifant - éditions Belladone, paris, 2017.
- Le vin des affligés, Michel Loetscher, collection de l'Olifant - éditions Belladone, paris, 2018.
- Il est temps, Dostena, collection de l'Olifant - éditions Belladone, paris, 2018.
- Ce qui reste de pulple, Sarah Hatimi, collection de l'Olifant - éditions Abstractions, Strasbourg, 2024.

## Filmographie

### Comme acteur

#### Courts-métrages
- 2010 : Ombres Orphelines de Vincent Copyloff : Le père.
- 2011 : Je suis l’écho de Michael Kuntz : L’homme préhistorique. (En compétition  au festival d’Honfleur et au festival Halte au Long de Paris, 2012)

- 2012 : L’échappé de Christelle Gleitz : Le marchand d’armes.
- 2012 : Presque Jamais de E.P Baron (d'après une nouvelle d'Edward Lee) : Le chef des truands.
- 2012 : Lady Shame de Vincent Copyloff : L'homme attaché.
- 2012 : Le passager de Christelle Gleitz : Tony.
- 2012 : Le jour d'une vie de Nori K pour Arte Tv : L’homme vieillissant.
- 2013 : Fan d’imaginaire de Vincent Copyloff : Le père.

## Distinction
- 2012 : Prix de poésie Patrick Peter.

## Pour approfondir